# Народна библиотека „Душан Матић” Ћуприја
Народна библиотека „Душан Матић“ носи име по познатом српском књижевнику и академику Душану Матићу који је рођен у Ћуприји. Библиотека чији фонд данас броји око 50.000 књига, од тога 30.000 књига из домаће и светске књижевности на Одељењу за одрасле, око 10.000 књига је на Дечјем одељењу и 10.000 књига на Одељку стручног и научног фонда представља средиште културно-образовног и уметничког развоја локалне заједнице.

## Историјат
У 19. веку овде је постојала Читаоница ћупријска.
У Ћуприји је 1938. године основан „Културно-просветни клуб“. Оснивачи Клуба били су интелектуалци и студенти који су своју активност организовали преко установа Клуба: месне народне читаонице и библиотеке, дилетантске секције, хора и оркестра. Органи Клуба били су: управни одбор, скупштина, библиотекар и његов помоћник.
После Другог светског рата формирана је нека врста омладинске библиотеке у згради Соколског дома. Она је 1946. године прерасла у прву послератну градску библиотеку. Од 30. маја 1961. године Библиотека ради као самостална установа културе. Из Соколског дома Библиотека је касније пресељена у локал официрске зграде, саграђене после Другог светског рата, у улицу Цара Лазара број 12, а 1986. године Библиотека је пресељена у улицу Милице Ценић број 15, где се и данас налази. Због свог архитектонског значаја, зграда Библиотеке је проглашена културним добром и налази се под заштитом државе.

## Данас
Услуге у ћупријској Библиотеци користи око 4.000 суграђана. Књижни фонд Библиотеке броји око 65.000 књига, од тога 35.000 књига из домаће и светске књижевности налази се на Одељењу за одрасле, око 11.000 књига је на Дечјем одељењу и 10.000 књига је на Одељку стручног и научног фонда.
Библиотека се 2009. године укључује у библиотечи информациони систем Виртуелне библиотеке Србије.

### Одељење за рад са одраслим читаоцима
Одељење за рад са одраслим читаоцима располаже фондом од око 35 000 књига. Фонд садржи стручну књигу, белетристику и веома богат избор наслова које се баве књижевношћу као науком (књижевна критика, теорија и историја књижевности). Фонд овог одељења је отвореног типа и смештен је по УДК систему. У оквиру Виртуелне библиотеке Србије формиран је електронски каталог и врши се електронска позајмица. Корисницима су омогућени различити типови чланарина у зависности од њихових потреба. Одређене категорије корисника, као што су пензонери и добровољни даваоци крви, имају бесплатну чланарину. Библиотека се труди да својим активностима буде атрактивна свим старосним групама.

### Одељење стручног и научног фонда
Одељење стручне књиге је физички издвојен књижни фонд, сложен по UDK систему, који омогућује лакше сналажење корисника. Стучно и научно одељење има око 10 000 монографских публикација, од којих је око 70% доступно за позајмицу ван библиотеке, а остатак се користи у читаоници. Корисницима је на располагању богат избор стручне литературае из свих области људског знања као и стручна помоћ у одабиру одговарајућег матерјала за њихов рад. У склопу овог одељења налазе се и књиге на страним језицима чији фонд је већим делом добијен на поклон од грађана Ћуприје, али и од француске и америчке амбасаде.

### Одељење за рад са децом
Књижни фонд Одељења за рад са децом прилагођен је дечјем узрасту. Организован је слободан приступ књигама. Део фонда је смештен по УДК систему, а у читаоници се користи приручна литература. Школска лектира је издвојена по разредима и омогућава лакше сналажење корисника. Предшколске установе и основне школе, чији полазници су главни посетиоци дечјег одељења, редовно прате и учествују у активностима Библиотеке. Библиотека често организује програме намењене деци као што су дружења са дечјим писцима, обележавање дана дечје књиге, конкурси литерарних радова као и ликовних радова на тему књижевних дела и конкурс за најлепшу смс поруку. У оквиру рада дечјег одељења изузетно успешно ради и Дечји драмски студио.

### Завичајно одељење и Одељење старе и ретке књиге
Завичајно одељење Народне библиотеке „Душан Матић“ у Ћуприји окупља на једном месту библиотечку грађу која је по тематском, ауторском или издавачком критеријуму везана за Ћуприју и њену околину. Поред монографских публикација, завичајна збирка садржи и велики број разгледница, плаката, каталога изложби, фотографија и остале некњижне библиотечке грађе која се односи на Ћуприју.

### Одељење за набавку и обраду библиотечке грађе
У овом Одељењу рад је подељен у два сегмента: обрада приновљених јединица библиотечке грађе у COBISS базу података и дигитализација. У току 2014. године при овом одељењу основано је Одељење за дигитализацију, чиме је створена полазна основа за пренос у електронски формат најважније књижне и некњижне грађе библиотеке и формирање дигиталних колекција и дигиталних изложби.

### Читаоница и Интернет читаоница
Читаоница има 16 читалачких места намењених деци и одраслима. У читаоници се користи грађа из референтне збирке као и део стручне и научне литературе који се не позајмљује на коришћење ван библиотеке.

### Легат Душана Матића
Књижевник и академик Душан Матић, рођен у Ћуприји и његова супруга Јелена – Лела Матић, су за живота изразили жељу да граду Ћуприји поклоне предмете који су везани за живот и рад Душана Матића. На трајно чување су 1986. године предати сви предмети који су сачињавали Матићев радни простор.

### Награда „Матићев шал”
Скупштина СИЗ-а културе општине Ћуприја је на седници одржаној 29. 6. 1981. године донела одлуку да се 13. септембар прогласи за дан Душана Матића у Ћуприји са намером да тај дан представља евоцирање успомене на лик и дело академика и књижевника Душана Матића. У знак сећања на живот и дело Душана Матића, сваке године у септембру месецу одржавају се „Матићеви дани”. То је културна манифестација на којој се најбољем младом песнику Србије за прву збирку песама додељује престижна Награда „Матићев шал”.

### Библиотека
Народна библиотека „Душан Матић“ у Ћуприји је за пројекат „Библиотека + +“ награђена од стране међународне невладине непрофитне организације EIFL (Electronic Informations For Libraries), а у оквиру PLIP програма ((Public Library Inovation Programme) грантом у вредности од 20.000 долара за период реализације од 14 месеци.
Иновативни пројекат Библиотека + + уводи децу старију од 10 година у свет програмирања и рада на рачунару, а код средњошколаца и студената развија практичне и напредне технике пограмирања. Библиотека у сарадњи са партнерима на пројекту - основним и средњим школама из Ћуприје и Јагодине, у оквиру креативних радионица образује децу и омладину и на тај начин помаже заједници у стварању нових генерација информатичких експерата.